# Dertienstreepgrondeekhoorn
De dertienstreepgrondeekhoorn (Ictidomys tridecemlineatus)  is een zoogdier uit de familie van de eekhoorns (Sciuridae). De wetenschappelijke naam van de soort werd voor het eerst geldig gepubliceerd door Mitchill in 1821.